# Championnats d'Europe de gymnastique rythmique 2017
Navigation
Holon 2016 Guadalajara 2018
Les 33es championnats d'Europe de gymnastique rythmique ont eu lieu à Budapest, en Hongrie, du 19 mai au 21 mai 2017.

## Médaillées
| Épreuve             | Or | Argent | Bronze |
| ------------------- | --- | --- | --- |
| Seniors et Juniors  | | | |
| Équipe              | Russie Senior Dina Averina Arina Averina Aleksandra Soldatova Junior Diana Menzhinskaya Olga Sadomskaia Elizaveta Bogatckova Kristina Telianikova Kseniia Markova Daria Perevozchikova | Biélorussie Senior Katsiaryna Halkina Alina Harnasko Yuljya Isachanka Junior Veranika Bialiayeva Nastassiya Makutsevich Daryia Yuruts Dziyana Misiuchenka Hanna Kalina Kseniya Yaromenka | Bulgarie Senior Neviana Vladinova Katrin Taseva Junior Maria Spasova Galateya Gerova Boyana Gelova Bilyana Pisova Bilyana Vezirska |
| Seniors             | | | |
| Cerceau             | Dina Averina RUS | Aleksandra Soldatova RUS | Linoy Ashram ISR |
| Ballon              | Arina Averina RUS | Aleksandra Soldatova RUS | Alina Harnasko BLR |
| Massues             | Arina Averina RUS | Dina Averina RUS | Linoy Ashram ISR |
| Ruban               | Dina Averina RUS | Katrin Taseva BUL | Neviana Vladinova BUL |
| Juniors             | | | |
| Groupe : 10 massues | Russie Diana Menzhinskaya Olga Sadomskaia Elizaveta Bogatckova Kristina Telianikova Kseniia Markova Daria Perevozchikova                                                               | Italie Anna Paola Cantatore Nina Corradini Melissa Girelli Francesca Pellegrini Talisa Torretti Rebecca Vinti                                                                            | Israël Yana Kramarenko Shani Kataev Michelle Segal Yuliana Telegina Lizi El-Ad Shai Ben-Ruby                                       |